# Índice Internacional de Nomes de Plantas
O Índice Internacional de Nomes de Plantas, em inglês International Plant Names Index (IPNI), é uma base de dados sobre os nomes dos vegetais que oferece também indicações bibliográficas sobre os Spermatophytas.
Seu objetivo é eliminar a necessidade de repetir, nas publicações científicas, informações sobre as distintas denominações das espécies. Os dados reunidos são livremente acessíveis e progressivamente padronizados e comprovados. Inclui nomes de espécies, classes e famílias. Para os nomes recentes inclui também nomes de categoria inferior às espécies.
As abreviações dos autores também padronizam-se e seguem as diretrizes do livro de Brummitt y Powell, Authors of Plant Names (1992).
O IPNI é resultado da colaboração entre três instituições: o Royal Botanic Garden, o Herbário da Universidade de Harvard e o Herbário Nacional Australiano.